# 1937-es Tour de Hongrie
Az 1937-es Tour de Hongrie a sorozat történetének 11. versenye volt, melyet szeptember 4. és 8 között bonyolítottak le. A versenyt – amin 39 kerékpáros indult - egyéni és csapat teljesítmény alapján értékelték. A viadalt lengyel, osztrák és román versenyzők tették nemzetközivé. A verseny igen szoros eredménnyel végződött. Az első és a második helyezett között csak egy másodperc döntött, míg a harmadik 5 másodperc hátránnyal végzett. A  győzelmet az osztrák Anton Strakati szerezte meg, aki kiegyensúlyozottan versenyezve, a harmadik és negyedik szakaszokon tudta kivívni a sikert.

## Szakaszok
| Szakasz | Végpontok | Végpontok | Hossz  |                 | Jelleg            | Időpont                 | Szakaszgyőztes |
| Szakasz | Rajt      | Cél       | Hossz  |                 | Jelleg            | Időpont                 | Szakaszgyőztes |
| ------- | --------- | --------- | ------ | --------------- | ----------------- | ----------------------- | -------------- |
| 1.      | Budapest  | Szeged    | 162 km | sík szakasz     | sík szakasz       | szeptember 4., szombat  | Ignaczak       |
| 2.      | Szeged    | Debrecen  | 223 km | sík szakasz     | sík szakasz       | szeptember 5., vasárnap | Liszkai István |
| 3.      | Debrecen  | Budapest  | 232 km | sík szakasz     | sík szakasz       | szeptember 6., hétfő    | Karaki Zoltán  |
| 4.      | Budapest  | Keszthely | 242 km | közepes szakasz | sík/hegyi szakasz | szeptember 7., kedd     | Napierala      |
| 5.      | Keszthely | Budapest  | 187 km | sík szakasz     | sík szakasz       | szeptember 8., szerda   | Ignaczak       |

### Útvonal
1. szakasz: Budapest  – Dabas – Kecskemét – Kiskunfélegyháza – Kistelek – Szeged
2. szakasz: Szeged  – Orosháza – Békéscsaba – Békés – Szeghalom – Berettyóújfalu – Debrecen
3. szakasz: Debrecen – Püspökladány –  Szolnok – Cegléd – Vecsés – Budapest, Népliget
4. szakasz: Budapest, Bécsi út 10. km   – Piliscsaba – Komárom – Győr – Pápa – Devecser – Sümeg – Keszthely
5. szakasz: Keszthely – Balatonszentgyörgy – Siófok – Székesfehérvár – Budafok – Budapest, Fehérvári út (BEAC pálya)

## A verseny
Az első szakaszon rögtön a rajt után Liszkai kezdeményezett szökést, melyhez rövidesen Varga csatlakozott. Lajosmizséig 2,5 perces előnyre tettek szert. Ezután Varga leszakadt, majd Kecskemétnél Liszkait is befogta a mezőny. Szegedre a 27 fős élboly együtt érkezett. A hajrában Ignacziak, Éles és Karaki sprintelt a győzelemért. Az utolsó métereken a lengyel versenyző szerezte meg a győzelmet.
A második napon a nagy melegben és a rossz utakon nem történt komolyabb akció, így a szakasz ismét sprintben dőlt el. Ezúttal Liszkai haladt át elsőként a célvonalon.
A következő szakaszon a magyar indulók szökési kísérletekkel próbálták szétszakítani a mezőnyt, de akcióikat rendre szerelték. Kisujszállásnál Strakati és a lengyel Napierala szökött meg. Előnyüket Szolnoknál dolgozta le a mezőny. Ceglédtől a Népligeti célig együtt tekert a 32 fős csoport. A sprintben hármas magyar siker született, Karaki, Liszkai, Éles volt a befutó sorrendje.
A negyedik etapon Győrbe együtt érkezett a teljes mezőny. A Keszthelyre 3 lengyel és két osztrák versenyző, valamint Liszkai, Éles és Szalai ért elsőnek. A városban egy gépkocsi keveredett a versenyzők közé, amely kanyarodás közben több kerékpárost fellökött. A célba a balesetet elkerülő szerencsések érkeztek elsőnek Napierala, Strakati , Wasilewski sorrendben.
A befejező napon Balatonszentgyörgynél sorompót kapott a mezőny. A sorompón a lengyel Napierela átmászott, de közben kerékpárja defektet kapott. A magyarok élve a lehetőséggel igen nagy iramot diktáltak, hiszen így lehetőségük volt arra, hogy ledolgozzák 5 perces hátrányukat a csapatversenyben a lengyelekkel szemben. A budai célba 19 fővel érkezett a mezőny. A fáradt magyarok ekkor már nem tudtak erősíteni, így a lengyel Ignaczak szerezte meg második szakasz győzelmét. Az összetett csapatversenyben Magyarország nyert.

## Az összetett verseny végeredménye
|     | Versenyző         | Csapat        | Idő           |
| --- | ----------------- | ------------- | ------------- |
| 1.  | Anton Strakati    | Ausztria      | 33h 46' 23"   |
| 2.  | Wasilewski        | Lengyelország | + 01"         |
| 3.  | Szalai Antal      | Magyarország  | + 05"         |
| 4.  | Höfner            | Ausztria      | + 30"         |
| 5.  | Ignaczak          | Lengyelország | + 34"         |
| 6.  | Liszkai István    | Magyarország  | + 1' 27"      |
| 7.  | Varga             | Postás SE     | + 2' 15"      |
| 8.  | Éles Ferenc       | Magyarország  | + 4' 23"      |
| 9.  | Tudose            | Románia       | + 5' 31"      |
| 10. | Napierala         | Lengyelország | + 5' 35"      |
| 11. | Mádi Béla         |               | + 7' 13"      |
| 12. | Fekete            | Újpesti TE    | + 13' 21"     |
| 13. | Karaki Zoltán     | Magyarország  | + 14' 30"     |
| 14. | Patus             |               | + 16' 51"     |
| 15. | Marius            | Románia       | + 19' 05"     |
| 16. | Moculski          | Lengyelország | + 26' 26"     |
| 17. | Hrabe             | Ausztria      | + 31' 57"     |
| 18. | Marmoccea         | Románia       | + 33' 52"     |
| 19  | Gergescu          | Románia       | + 43' 54"     |
| 20. | Sipos             |               | + 43' 55"     |
| 21. | Gyurkovics János  |               | + 48' 25"     |
| 22. | Skvaranyina János |               | + 49' 28"     |
| 23. | Gere Gyula        |               | + 51' 05"     |
| 24. | Puhane            | Ausztria      | + 57' 30"     |
| 25. | Brechel           |               | + 1h 08' 30"  |
| 26. | Lusum             | Ausztria      | + 1h 08' 35"  |
| 27. | Bognár            |               | + 1h 14' 04"  |
| 28. | Gajdán            |               | + 1h 16' 47"  |
| 29. | Nyilas            |               | + 1h 19' 52"  |
| 30. | Mikó              |               | + 1h 30' 34"  |
| 31. | Gyarmati          |               | + 1h 35' 30"  |
| 32. | Nagy Lajos        | Szeged        | + 3 h 15' 39" |

## Csapatverseny
|    | Csapat        | Idő          |
| -- | ------------- | ------------ |
| 1. | Magyarország  | 100h 22' 04" |
| 2. | Lengyelország | + 15"        |
| 3. | Ausztria      | + 26' 32"    |
| 4. | Románia       | + 52' 33"    |